# Tatiana Hidrovo
Tatiana María del Carmen Hidrovo Quiñónez (Portoviejo, 1960) es una escritora, política, docente universitaria, investigadora, historiadora y política  ecuatoriana. Fue Asambleísta Constituyente en el período 2007-2008.

## Biografía
Obtuvo en 1982 el título de licenciada en Ciencias de la Comunicación en la Universidad Laica Vicente Rocafuerte. Posteriormente cursó un Magíster en Estudios Latinoamericanos, mención en Historia Andina, por la Universidad Andina Simón Bolívar, Sede Ecuador (Quito, 2001). Además, ha realizado estudios de posgrado en Radio y Televisión Española (Madrid, 1985), en la Escuela Internacional de Cine y Televisión de San Antonio de los Baños de Cuba (1991), y en comunicación y política en el Centro de Estudios Superiores Universitarios en la Universidad Mayor de San Simón, en Cochabamba, Bolivia, 1999). Es autora de la Historia de la Iglesia Católica en Manabí y coautora del Álbum Fotográfico de Manabí. Actualmente se desempeña como docente en la Universidad Laica Eloy Alfaro de Manabí; es miembro activo del consejo editorial de la revista académica Ciberalfaro de ese mismo centro de estudios superiores, y directora ejecutiva de la Fundación Cultural Casa de Horacio, en Portoviejo.

## Participación en política
Fue elegida en 2007, en lo que fue su primera participación electoral en calidad de candidata, como miembro de la asamblea constituyente que tuvo a su cargo la redacción de una nueva constitución en el Ecuador. Obtuvo una votación récord con alrededor de 534.000 sufragios recibidos. Es afiliada al Movimiento País, que es el partido del presidente Rafael Correa.

## Reseñas de sus principales libros
A continuación están los resúmenes y temáticas de sus principales obras:
Historia de Manta en la región Manabí
Este texto es considerado como la mayor iniciativa de historiografía e interpretación histórica de la región correspondiente a la provincia de Manabí, que funciona como libro de lectura recomendada para los mantenses y manabitas, y como representación de lo que puede ser el fruto del trabajo en equipo. Es el efecto que esta obra surte, en un ambiente que demanda sinergia de distintos actores sociales y defensa de lo local, frente a las múltiples y complejas variables de ese fenómeno geopolítico y económico que ahora llamamos globalización.
Manabí histórico: del conocimiento a la comprensión
Esta investigación es la suma de una colección de ensayos historiográficos sobre la provincia de Manabí, los que analizan y pretenden interpretar el pasado con la finalidad de poder comprender lo que sucede en la actualidad. Se realiza un análisis pormenorizado del problema de los imaginarios de indígenas y españoles, a escasos años de haberse iniciado el proceso de conquista. Es una obra que intenta pasar de la mera recopilación de conocimientos a una comprensión cabal de lo que realmente fue el pasado, para de esa forma aportar al entendimiento en profundidad y con una actitud positiva del Manabí del siglo XXI.
Evangelización y religiosidad indígena en Puerto Viejo en la época colonial
Puerto Viejo, lugar ubicado al sur de lo que hoy es la provincia de Manabí, en Ecuador, fue el núcleo de la confederación de mercaderes que dominó el trueque de bienes entre los pueblos prehispánicos de la costa del Pacífico. Al producirse el proceso de conquista de parte de los españoles, Puerto Viejo fue el escenario de un complejo ciclo de interacción entre invasores e invadidos. Se trataba de dos grupos humanos radicalmente diferentes en el aspecto cultural, localizados en una área de frontera o de paso, y al mismo tiempo periférico en relación con los núcleos económicos y a los centros de poder de las Indias.
Esta investigación tiene como finalidad, dar una contestación satisfactoria a la interrogante sobre la forma en que se efectuó el proceso de evangelización forzada de los indios de Puerto Viejo. Además intenta explicar la manera en que posteriormente se reconstituyó la religiosidad de este grupo étnico, como parte de la integración cultural más extensa que se impulsó durante la etapa colonial. Este tratado aborda el fenómeno de la devoción religiosa, ya sea en la magnitud en que se la practica, como en la de sus múltiples representaciones.

## Obra publicada
- Historia de Manta en la región Manabí (historia), 2006. Dos tomos de 250 páginas cada uno.
- Manabí histórico: del conocimiento a la comprensión (historia), 2006. 200 páginas.
- Evangelización y religiosidad indígena en Puerto Viejo en la época colonial.si
- Lo andino y lo occidental en la representación del diablo, en los montubios blanco mestizos de Manabí (primera mitad del siglo XX). Ensayo.
- Cristianización del imaginario y religiosidad de los indios de Puerto Viejo durante la colonia.
- Álbum Fotográfico de Manabí.
- Historia de la Iglesia Católica de Manabí.